# 팥
팥은 한해살이풀로 높이 30-50cm이다. 그 열매는 소두(小豆), 적두(赤豆), 적소두(赤小豆), 팥콩이라고도 불린다.  원산지는 아시아 극동 지역으로서 7000년 전부터 재배가 되었으며, 주로 한국·중국·일본 등에서 재배되는 작물이다.

## 생태
덩굴성이거나 곧추서며 옆으로 퍼진 긴 털이 있다. 잎은 2장의 떡잎, 2장의 본잎이다. 그 외에도 어긋나고 3장의 작은잎으로 이루어지는 겹잎이며 긴 잎자루가 있다. 여름에서 가을에 각 잎겨드랑이에서 꽃줄기가 나오고 10개 정도의 꽃이 달린다. 꽃은 8월에 피고 분홍색, 붉은색, 보라색, 또는 흰색이다. 씨앗의 빛깔은 적갈색 외에 흰색·검은색·황록색 등 품종에 따라 색이 다양하다. 팥은 줄기가 곧게 서는 보통팥과 덩굴성인 덩굴팥으로 나뉘며, 생태적 특성에 따라 여름팥·가을팥, 씨껍질의 빛깔에 따라 붉은팥·검정팥·푸른팥·얼룩팥 등으로 구별된다.

## 서식지
팥은 다른 콩과 식물처럼 뿌리에 공생하는 뿌리혹박테리아가 질소를 고정해 유기 질소화합물을 만들기 때문에 척박한 땅에서 잘 자란다. 콩과 비슷한 기후에 알맞지만 콩보다 따뜻하고 습한 기후가 적당하며, 냉해와 서리의 피해를 받기 쉽다. 대개 5월 무렵 보리 이랑에 심는 이 식물은 보리를 수확하면 햇빛을 충분히 받아 잘 자란다.

## 쓰임새
팥은 팥죽을 쑤어 먹거나 밥에 잡곡으로 넣어 먹으며, 떡이나 빵의 고물과 속으로 쓴다. 씨는 각기병 치료나 이뇨제로 쓴다.

## 같이 보기
- 검은팥
- 아즈키 아즈사

1. ↑  National Academies of Sciences, Engineering, and Medicine; Health and Medicine Division; Food and Nutrition Board; Committee to Review the Dietary Reference Intakes for Sodium and Potassium (2019). 〈Chapter 4: Potassium: Dietary Reference Intakes for Adequacy〉.   Oria, Maria; Harrison, Meghan; Stallings, Virginia A. 《Dietary Reference Intakes for Sodium and Potassium》. The National Academies Collection: Reports funded by National Institutes of Health. Washington, DC: National Academies Press (US). 120–121쪽. doi:10.17226/25353. ISBN 978-0-309-48834-1. PMID 30844154. 2024년 12월 5일에 확인함.
2. ↑  United States Food and Drug Administration (2024). “Daily Value on the Nutrition and Supplement Facts Labels”. 《FDA》. 2024년 3월 27일에 원본 문서에서 보존된 문서. 2024년 3월 28일에 확인함.